# Mastacembelus albomaculatus
Mastacembelus albomaculatus är en fiskart som beskrevs av Poll, 1953. Mastacembelus albomaculatus ingår i släktet Mastacembelus och familjen Mastacembelidae. IUCN kategoriserar arten globalt som livskraftig. Inga underarter finns listade i Catalogue of Life.